# Puchar Kontynentalny 2010/2011
14. edycja Pucharu Kontynentalnego odbył się w dniach 24 września - 28 listopada 2010 roku faza eliminacyjna oraz faza finałowa od 14 do 16 stycznia 2011 w Mińsku. W turnieju uczestniczyło 19 drużyn klubowych z 19 krajów. Polskę w turnieju reprezentowała Cracovia.

## I runda

### Grupa A
Mecze grupy A odbyły się w dniach 24-26 września 2010 w Jaca w Hiszpanii.
Drużyny biorące udział
- SC Energija Elektreny[2]
- CH Jaca
- Bat Yam HC
- Ankara Üniversitesi SK

Mecze
| 24 września 2010 | CH Jaca | 15:0 | Bat Yam HC | Pabellón de Hielo, Jaca |

| Szczegóły      | Szczegóły | Szczegóły       | Szczegóły | Szczegóły                                                                       |
| -------------- | --- | --------------- | --------- | ------------------------------------------------------------------------------- |
| Godzina: 21:00 | M. Ouelette 10:20 (EQ) M. Ouelette 19:53 (EQ) A. Betrán 21:13 (PP) J. McKenna 23:29 (EQ) M. Ouelette 23:43 (EQ) D. Pérez 30:08 (EQ) N. Constantineau 31:50 (PP) J. Martín 34:46 (PP) M. Ouelette 35:45 (PP) D. Pérez 41:13 (EQ) I. Zemczenko 42:10 (EQ) J. Valle 45:39 (PP) I. Zemczenko 46:13 (PP) I. Gracia 51:56 (EQ) J. Martín 54:35 (SH2) | (2:0, 7:0, 6:0) |           | Widzów: 437 Sędzia główny: Deweerdt, Koch Sędziowie liniowi: Meyer Dainow, Loos |

| 25 września 2010 | Bat Yam HC | 3:8 | Ankara Üniversitesi SK | Pabellón de Hielo, Jaca |

| Szczegóły      | Szczegóły                                           | Szczegóły       | Szczegóły | Szczegóły                                                                                     |
| -------------- | --------------------------------------------------- | --------------- | --- | --------------------------------------------------------------------------------------------- |
| Godzina: 21:00 | Levy 33:53 (EQ) Maklakov 41:01 (EQ) Levy 42:07 (PP) | (0:3, 1:3, 2:2) | 01:26 (PP) A. Solak 11:57 (EQ) A. Solak 17:42 (PP) J. Wallin 26:33 (EQ) A. Eriksson 28:39 (EQ) J. Wallin 32:19 (EQ) A. Solak 44:32 (EQ) A. Gustafsson 46:23 (EQ) Horster | Widzów: 250 Sędzia główny: Deweerdt, Beganovic Sędziowie liniowi: Quintero Díaz, Biec Cebrián |

| 26 września 2010 | Ankara Üniversitesi SK | 1:7 | CH Jaca | Pabellón de Hielo, Jaca |

| Szczegóły      | Szczegóły              | Szczegóły       | Szczegóły | Szczegóły                                                                        |
| -------------- | ---------------------- | --------------- | --- | -------------------------------------------------------------------------------- |
| Godzina: 18:00 | A. Eriksson 05:38 (PP) | (1:4, 0:1, 0:2) | 04:40 (EQ) I. Gracia 07:12 (PP) M. Ouelette 17:21 (EQ) J. McKenna 19:40 (EQ) D. Pérez 33:03 (PP) D. Pérez 46:04 (EQ) D. Pérez 53:47 (SH2) A. Betrán | Widzów: 750 Sędzia główny: Koch, Beganovic Sędziowie liniowi: Meyer Dainow, Loos |

Tabela
Lp. = lokata, M = liczba rozegranych spotkań, W = Wygrane, WpD = Wygrane po dogrywce lub karnych, PpD = Porażki po dogrywce lub karnych, P = Porażki, G+ = Gole strzelone, G- = Gole stracone, Pkt = Liczba zdobytych punktów
| Lp. | Zespół                 | M | Pkt | W | WpD | PpD | P | G + | G - | +/- |
| --- | ---------------------- | - | --- | - | --- | --- | - | --- | --- | --- |
| 1   | CH Jaca                | 2 | 6   | 2 | 0   | 0   | 0 | 22  | 1   | +21 |
| 2   | Ankara Üniversitesi SK | 2 | 3   | 1 | 0   | 0   | 1 | 8   | 10  | -2  |
| 3   | Bat Yam HC             | 2 | 0   | 0 | 0   | 0   | 2 | 3   | 23  | -20 |

W turnieju grupy A zwyciężyła drużyna gospodarzy Club Hielo Jaca i uzyskała awans do II rundy (grupa B).

## II runda

### Grupa B
Mecze II rundy grupy B odbyły się w dniach 22-24 października 2010 w Tilburgu w Holandii. W tej fazie Pucharu wystąpi reprezentant Polski - Cracovia. Pierwotnie mistrzem Polski była drużyna Podhale Nowy Targ, która jednak zawiesiła działalność. Jej następca MMKS Nowy Targ nie został zgłoszony do Pucharu przez Polski Związek Hokeja na Lodzie, który wyznaczył do reprezentowania Polski drużynę z Krakowa.
Drużyny biorące udział
- Cracovia
- CH Jaca
- Tilburg Trappers
- Viru Sputnik Kohtla-Järve

Mecze
| 22 października 2010 | Cracovia | 9:1 | Viru Sputnik | IJssportcentrum, Tilburg |

| Szczegóły      | Szczegóły | Szczegóły       | Szczegóły                | Szczegóły                                                                           |
| -------------- | --- | --------------- | ------------------------ | ----------------------------------------------------------------------------------- |
| Godzina: 16:00 | P. Dvořak 01:40 (PP) G. Pasiut 34:57 (EQ) P. Dvořak 36:08 (EQ) M. Łopuski 36:38 (EQ) P. Prokop 39:01 (EQ) P. Wajda 49:05 (EQ) G. Pasiut 52:30 (EQ) D. Kostuch 55:20 (EQ) D. Słaboń 57:47 (EQ) | (1:0, 4:0, 4:1) | 51:50 (EQ) I. Lebedinets | Widzów: 300 Sędzia główny: Fabre, Linesmen Sędziowie liniowi: Sterkens, Hesselberth |

| 22 października 2010 | Tilburg Trappers | 8:2 | CH Jaca | IJssportcentrum, Tilburg |

| Szczegóły      | Szczegóły | Szczegóły       | Szczegóły                                   | Szczegóły                                                                           |
| -------------- | --- | --------------- | ------------------------------------------- | ----------------------------------------------------------------------------------- |
| Godzina: 20:00 | M. Bastings 06:49 (PP) B. Doucet 10:04 (EQ) M. Bastings 23:02 (EQ) S. Nazarov 29:39 (PP) B. Doucet 37:48 (EQ) R. van Hulten 40:39 (EQ) P. Limnell Finocchiaro 51:24 (EQ) B. Doucet 55:52 (EQ) | (2:1, 3:0, 3:1) | 13:29 (EQ) J. McKenna 49:30 (PP) J. McKenna | Widzów: 1000 Sędzia główny: Hallasy, Linesmen Sędziowie liniowi: Beleen, Zigtermans |

| 23 października 2010 | Cracovia | 10:1 | CH Jaca | IJssportcentrum, Tilburg |

| Szczegóły      | Szczegóły | Szczegóły       | Szczegóły               | Szczegóły                                                                             |
| -------------- | --- | --------------- | ----------------------- | ------------------------------------------------------------------------------------- |
| Godzina: 15:00 | D. Kostuch 03:02 (PP) G. Pasiut 09:11 (EQ) A. Prokop 21:58 (EQ) L. Laszkiewicz 23:57 (EQ) M. Łopuski 24:11 (EQ) J. Kłys 36:50 (PP) R. Martynowski 38:44 (EQ) M. Łopuski 41:22 (EQ) D. Słaboń 45:41 (EQ) P. Dvořák 47:02 (EQ) | (2:0, 5:1, 3:0) | 35:45 (PP) M. Ouellette | Widzów: 600 Sędzia główny: Fajdiga, Linesmen Sędziowie liniowi: Sterkens, Hesselberth |

| 23 października 2010 | Tilburg Trappers | 4:7 | Viru Sputnik | IJssportcentrum, Tilburg |

| Szczegóły      | Szczegóły | Szczegóły       | Szczegóły | Szczegóły                                                                         |
| -------------- | --- | --------------- | --- | --------------------------------------------------------------------------------- |
| Godzina: 19:00 | S. Balan 09:25 (EQ) P. Limnell Finocchiaro 24:24 (PP) B. Doucet 34:13 (EQ) P. Limnell Finocchiaro 59:01 (PP) | (5:1, 0:2, 2:1) | 06:02 (PP) I. Lebedinets 07:31 (EQ) I. Ponomarjov 10:57 (EQ) A. Nekrassov 14:40 (EQ) G. Kovaljov 19:38 (EQ) I. Lebedinets 44:26 (EQ) A. Saprykin 59:28 (EQ) A. Bogdanov | Widzów: 900 Sędzia główny: Hallasy, Linesmen Sędziowie liniowi: Beleen, Zigterman |

| 24 października 2010 | Tilburg Trappers | 4:5 | Cracovia | IJssportcentrum, Tilburg |

| Szczegóły      | Szczegóły                                                                                      | Szczegóły       | Szczegóły | Szczegóły                                                                          |
| -------------- | ---------------------------------------------------------------------------------------------- | --------------- | --- | ---------------------------------------------------------------------------------- |
| Godzina: 14:00 | R. van Hulten 24:56 (EQ) D. Hagemeijer 26:12 (EQ) A. Nilsson 48:40 (PP) M. Bastings 52:04 (PP) | (0:0, 2:1, 2:4) | 23:28 (EQ) D. Kostuch 45:39 (EQ) G. Pasiut 49:24 (EQ) D. Laszkiewicz 50:46 (PP) D. Kostuch 57:26 (EQ) M. Łopuski | Widzów: 1000 Sędzia główny: Fabre, Linesmen Sędziowie liniowi: Zigterman, Sterkens |

| 24 października 2010 | CH Jaca | 3:5 | Viru Sputnik | IJssportcentrum, Tilburg |

| Szczegóły      | Szczegóły                                                       | Szczegóły       | Szczegóły | Szczegóły                                                                           |
| -------------- | --------------------------------------------------------------- | --------------- | --- | ----------------------------------------------------------------------------------- |
| Godzina: 18:00 | A. Bertran 06:26 (EQ) D. Perez 08:51 (EQ) J. McKenna 41:15 (PP) | (2:1, 0:2, 2:1) | 16:11 (EQ) A. Nekrassov 30:21 (EQ) A. Nekrassov 39:16 (PP) I. Lebedinets 44:25 (EQ) A. Nekrassov 59:40 (PP) A. Nekrassov | Widzów: 200 Sędzia główny: Halassy, Linesmen Sędziowie liniowi: Beelen, Hesselberth |

Tabela
Lp. = lokata, M = liczba rozegranych spotkań, W = Wygrane, WpD = Wygrane po dogrywce lub karnych, PpD = Porażki po dogrywce lub karnych, P = Porażki, G+ = Gole strzelone, G- = Gole stracone, Pkt = Liczba zdobytych punktów
| Lp. | Zespół           | M | Pkt | W | WpD | PpD | P | G + | G - | +/- |
| --- | ---------------- | - | --- | - | --- | --- | - | --- | --- | --- |
| 1   | Cracovia         | 3 | 9   | 3 | 0   | 0   | 0 | 24  | 6   | +18 |
| 2   | Viru Sputnik     | 3 | 6   | 2 | 0   | 0   | 1 | 13  | 16  | -3  |
| 3   | Tilburg Trappers | 3 | 3   | 1 | 0   | 0   | 2 | 16  | 14  | +2  |
| 4   | CH Jaca          | 3 | 0   | 0 | 0   | 0   | 3 | 6   | 23  | -17 |

W turnieju grupy B zwyciężyła drużyna Cracovii i uzyskała awans do III rundy (grupa D).

### Grupa C
Mecze grupy C odbędą się w Mariborze w Słowenii.
Drużyny biorące udział
- DAB Dunaújváros
- HDK Maribor
- Saryarka Karaganda
- SC Miercurea-Ciuc

Mecze
| 22 października 2010 | Saryarka Karaganda | 7:0 | DAB Dunaújváros | Ledna Dvorana Tabor, Maribor |

| Szczegóły      | Szczegóły | Szczegóły       | Szczegóły | Szczegóły                                                                   |
| -------------- | --- | --------------- | --------- | --------------------------------------------------------------------------- |
| Godzina: 15:30 | S. Elizarov 12:45 (EQ) S. Elizarov 13:59 (EQ) P. Duma 18:16 (EQ) S. Shikhanov 28:48 (EQ) E. Nazhmutdinov 37:34 (PP) R. Kuznetsov 49:10 (EQ) D. Ivanov 57:01 (EQ) | (3:0, 2:0, 2:0) |           | Widzów: 370 Sędzia główny: Smith, Linesmen Sędziowie liniowi: Rojko, Bohinc |

| 22 października 2010 | HDK Maribor | 3:8 | SC Miercurea-Ciuc | Ledna Dvorana Tabor, Maribor |

| Szczegóły      | Szczegóły                                                         | Szczegóły       | Szczegóły | Szczegóły   |
| -------------- | ----------------------------------------------------------------- | --------------- | --- | ----------- |
| Godzina: 19:00 | M. Ferlez 14:03 (EQ) M. Ferlez 31:33 (PP) D. Rakanovic 49:51 (PP) | (1:3, 1:4, 1:1) | 06:40 (EQ) L. Sikorcin 09:19 (EQ) L. Hurtaj 10:04 (EQ) L. Sikorcin 22:43 (PP) L. Sikorcin 28:11 (PP) Z. Molnar 28:34 (PP) E. Moldovan 39:06 (EQ) Z. Molnar 46:25 (PP) E. Mihaly | Widzów: 490 |

| 23 października 2010 | SC Miercurea-Ciuc | 4:3 | Saryarka Karaganda | Ledna Dvorana Tabor, Maribor |

| Szczegóły      | Szczegóły                                                                                        | Szczegóły       | Szczegóły                                                    | Szczegóły                                                                     |
| -------------- | ------------------------------------------------------------------------------------------------ | --------------- | ------------------------------------------------------------ | ----------------------------------------------------------------------------- |
| Godzina: 15:30 | E. Nażmutdinow 05:24 (PP) S. Szichanow 10:34 (PP) L. Sikorčin 19:45 (PP2) L. Sikorčin 42:11 (SH) | (3:2, 0:0, 1:1) | 11:54 (EQ) I. Nagy 12:56 (EQ) V. Novák 43:31 (EQ) W. Iwancow | Widzów: 350 Sędzia główny: Lassen, Linesmen Sędziowie liniowi: Lesnjak, Sturm |

| 23 października 2010 | DAB Dunaújváros | 2:3 | HDK Maribor | Ledna Dvorana Tabor, Maribor |

| Szczegóły      | Szczegóły                               | Szczegóły       | Szczegóły                                                             | Szczegóły                                                                   |
| -------------- | --------------------------------------- | --------------- | --------------------------------------------------------------------- | --------------------------------------------------------------------------- |
| Godzina: 19:00 | D. Žemva 04:26 (PP) D. Žemva 13:51 (EQ) | (2:2, 0:0, 0:1) | 04:29 (EQ) T. Metcalfe 11:50 (PP) K. MacSweyn 49:42 (PP) D. Rakanović | Widzów: 555 Sędzia główny: Smith, Linesmen Sędziowie liniowi: Sturm, Bohinc |

| 24 października 2010 | SC Miercurea-Ciuc | 2:5 | DAB Dunaújváros | Ledna Dvorana Tabor, Maribor |

| Szczegóły      | Szczegóły                                                                                            | Szczegóły       | Szczegóły                                 | Szczegóły                                                                    |
| -------------- | --- | --------------- | ----------------------------------------- | ---------------------------------------------------------------------------- |
| Godzina: 15:30 | C. Papp 03:30 (EQ) A. Hegyi 31:15 (PP) T. Poszgai 43:19 (PP2) A. Pavuk 45:34 (EQ) V. Papp 55:24 (EQ) | (0:1, 0:1, 2:3) | 44:08 (EQ) Z. Molnar 57:57 (EQ) T. Petres | Widzów: 370 Sędzia główny: Fussi, Linesmen Sędziowie liniowi: Rojko, Lesnjak |

| 24 października 2010 | HDK Maribor | 2:6 | Saryarka Karaganda | Ledna Dvorana Tabor, Maribor |

| Szczegóły      | Szczegóły                                     | Szczegóły       | Szczegóły | Szczegóły                                                                     |
| -------------- | --------------------------------------------- | --------------- | --- | ----------------------------------------------------------------------------- |
| Godzina: 19:00 | D. Neumann 26:14 (PP) D. Rakanović 35:52 (PP) | (0:2, 2:2, 0:2) | 00:14 (EQ) S. Shikhanov 19:49 (PP) S. Shikhanov 21:54 (PP) R. Yessirkenov 30:38 (EQ) P. Duma 49:48 (PP) E. Isakov 51:04 (PP) S. Shikhanov | Widzów: 570 Sędzia główny: Fussi, Linesmen Sędziowie liniowi: Lesnjak, Bohinc |

Tabela
Lp. = lokata, M = liczba rozegranych spotkań, W = Wygrane, WpD = Wygrane po dogrywce lub karnych, PpD = Porażki po dogrywce lub karnych, P = Porażki, G+ = Gole strzelone, G- = Gole stracone, Pkt = Liczba zdobytych punktów
| Lp. | Zespół             | M | Pkt | W | WpD | PpD | P | G + | G - | +/- |
| --- | ------------------ | - | --- | - | --- | --- | - | --- | --- | --- |
| 1   | SC Miercurea-Ciuc  | 3 | 9   | 2 | 0   | 0   | 1 | 14  | 11  | +3  |
| 2   | Saryarka Karaganda | 3 | 9   | 2 | 0   | 0   | 1 | 16  | 6   | +10 |
| 3   | HDK Maribor        | 3 | 9   | 1 | 0   | 0   | 2 | 8   | 16  | -8  |
| 4   | DAB Dunaújváros    | 3 | 9   | 1 | 0   | 0   | 2 | 7   | 12  | -5  |

W turnieju grupy C zwyciężyła drużyna SC Miercurea-Ciuc i uzyskała awans do III rundy (grupa E).

## III runda - półfinał

### Grupa D
Mecze III rundy grupy D odbyły się w dniach 26-28 listopada 2010 w Rouen we Francji.
Drużyny biorące udział
- Dragons de Rouen
- Coventry Blaze
- Liepājas Metalurgs
- Cracovia

Mecze
| 26 listopada 2010 | Coventry Blaze | 6:1 | Liepājas Metalurgs | Île Lacroix, Rouen |

| Szczegóły      | Szczegóły | Szczegóły       | Szczegóły           | Szczegóły                                                                          |
| -------------- | --- | --------------- | ------------------- | ---------------------------------------------------------------------------------- |
| Godzina: 16:30 | J. Weaver 00:56 (EQ) O. Fussey 03:24 (PP) D. Carlson 10:44 (SH) O. Fussey 20:53 (EQ) O. Fussey 31:01 (PP) A. Nell 39:04 (EQ) | (3:0, 3:0, 0:1) | 55:37 (PP) J. Stals | Widzów: 1291 Sędzia główny: Sidorenko, Vasiliev Sędziowie liniowi: Durand, Becquet |

| 26 listopada 2010 | Dragons de Rouen | 1:2 d. | Cracovia | Île Lacroix, Rouen |

| Szczegóły      | Szczegóły                 | Szczegóły            | Szczegóły                                       | Szczegóły                                                                        |
| -------------- | ------------------------- | -------------------- | ----------------------------------------------- | -------------------------------------------------------------------------------- |
| Godzina: 20:00 | J. Desriosiers 22:16 (PP) | (0:1, 1:0, 0:0; 0:1) | 02:20 (EQ) R. Martynowski 60:59 (PP) D. Kostuch | Widzów: 1991 Sędzia główny: Grumsen, Sjokvist Sędziowie liniowi: Dehean, Rauline |

| 27 listopada 2010 | Cracovia | 1:6 | Coventry Blaze | Île Lacroix, Rouen |

| Szczegóły      | Szczegóły                 | Szczegóły       | Szczegóły | Szczegóły                                                                       |
| -------------- | ------------------------- | --------------- | --- | ------------------------------------------------------------------------------- |
| Godzina: 16:30 | L. Laszkiewicz 29:35 (SH) | (0:1, 1:3, 0:2) | 07:27 (EQ) L. Fulghum 31:21 (EQ) A. Nell 34:37 (SH) R. Cowley 39:59 (EQ) D. Carlson 51:41 (PP) O. Fussey 57:22 (EQ) A. Nell | Widzów: 600 Sędzia główny: Grumsen, Vasiliev Sędziowie liniowi: Dehean, Gremion |

| 27 listopada 2010 | Liepājas Metalurgs | 1:4 | Dragons de Rouen | Île Lacroix, Rouen |

| Szczegóły      | Szczegóły             | Szczegóły       | Szczegóły                                                                                  | Szczegóły                                                                        |
| -------------- | --------------------- | --------------- | ------------------------------------------------------------------------------------------ | -------------------------------------------------------------------------------- |
| Godzina: 20:00 | E. Francis 14:34 (EQ) | (1:1, 0:3, 0:0) | 08:56 (EQ) J. Zwikel 25:48 (EQ) T. da Costa 36:56 (PP) C. Belgstrom 39:07 (EQ) T. da Costa | Widzów: 2528 Sędzia główny: Sidorenko, Sjokvist Sędziowie liniowi: Loos, Rauline |

| 28 listopada 2010 | Cracovia | 7:5 | Liepājas Metalurgs | Île Lacroix, Rouen |

| Szczegóły      | Szczegóły | Szczegóły       | Szczegóły | Szczegóły                                                                          |
| -------------- | --- | --------------- | --- | ---------------------------------------------------------------------------------- |
| Godzina: 16:00 | L. Laszkiewicz 03:50 (EQ) R. Martynowski 08:46 (PP2) M. Łopuski 09:53 (EQ) M. Łopuski 25:15 (EQ) D. Kostuch 26:35 (EQ) P. Wajda 38:17 (PP2) | (3:0, 4:2, 0:3) | 24:04 (PP2) V. Mamonovs 26:03 (EQ) V. Blinovs 49:00 (PP2) E. Kniksts 50:33 (EQ) E. Brancis 54:29 (EQ) V. Mamonovs | Widzów: 1755 Sędzia główny: Grumsen, Sidorenko Sędziowie liniowi: Gremion, Rauline |

| 28 listopada 2010 | Dragons de Rouen | 7:3 | Coventry Blaze | Île Lacroix, Rouen |

| Szczegóły      | Szczegóły | Szczegóły       | Szczegóły                                                       | Szczegóły                                                                      |
| -------------- | --- | --------------- | --------------------------------------------------------------- | ------------------------------------------------------------------------------ |
| Godzina: 19:30 | F-P. Guenette 10:52 (PP2) Calle Bergstrom 12:03 (PP) F-P. Guenette 15:33 (EQ) J. Janil 25:37 (SH) M-A. Thinel 30:52 (SH) J. Desrosiers 38:02 (PP) J. Olsson 49:48 (PP) | (3:2, 3:1, 1:0) | 13:21 (EQ) R. Cowley 16:33 (EQ) S. Selmser 35:20 (SH) J. Weaver | Widzów: 2747 Sędzia główny: Sjokvist, Vasiliev Sędziowie liniowi: Dehaen, Loos |

Tabela
Lp. = lokata, M = liczba rozegranych spotkań, W = Wygrane, WpD = Wygrane po dogrywce lub karnych, PpD = Porażki po dogrywce lub karnych, P = Porażki, G+ = Gole strzelone, G- = Gole stracone, Pkt = Liczba zdobytych punktów
| Lp. | Zespół             | M | Pkt | W | WpD | PpD | P | G + | G - | +/- |
| --- | ------------------ | - | --- | - | --- | --- | - | --- | --- | --- |
| 1   | Dragons de Rouen   | 3 | 7   | 2 | 0   | 1   | 0 | 12  | 6   | +6  |
| 2   | Coventry Blaze     | 3 | 6   | 2 | 0   | 0   | 1 | 15  | 9   | +6  |
| 3   | Cracovia           | 3 | 5   | 1 | 1   | 0   | 1 | 10  | 12  | -2  |
| 4   | Liepājas Metalurgs | 3 | 0   | 0 | 0   | 0   | 3 | 7   | 17  | -10 |

W turnieju grupy D zwyciężyła drużyna Dragons de Rouen i uzyskała awans do IV rundy - Superfinału.

### Grupa E
Mecze III rundy grupy E odbyły się w dniach 26-28 listopada 2010 w Asiago we Włoszech.
Drużyny biorące udział
- HC Asiago
- Sokił Kijów
- SonderjyskE Vojens
- SC Miercurea-Ciuc

Mecze
| 26 listopada 2010 | SonderjyskE Vojens | 5:3 | SC Miercurea-Ciuc | Stadio Odegar, Asiago |

| Godzina: 17:00 | F. Storm (EQ) 11:44 A. Macijevskis (EQ) 20:52 J. Guerriero (EQ) 23:11 Ch. Kjærgaard (EQ) 24:39 A. Macijevskis (EQ) 37:10 | (1:1, 4:1, 0:1) | 07:44 (EQ) C. Virág 34:44 (PP) I. Nagy 54:31 (EQ) E. Moldován | Widzów: 400 |

| 26 listopada 2010 | HC Asiago | 4:3 k. | Sokił Kijów | Stadio Odegar, Asiago |

| Godzina: 20:30 | M. Henrich (EQ) 18:04 J. Vigilante (EQ)36:11 M. Henrich (PP) 39:18 R. Intranuovo (PS) 65:00 | (1:0, 2:1, 0:2; 0:0, 1:0) | 37:11 (PP) W. Szachrajczuk 46:24 (PP) D. Cyrul 51:59 (EQ) A. Jakowenko | Widzów: 1100 |

| 27 listopada 2010 | Sokił Kijów | 2:3 | SonderjyskE Vojens | Stadio Odegar, Asiago |

| Godzina: 17:00 | W. Szachrajczuk (PP) 26:20 W. Szachrajczuk (PP) 35:13 | (0:0, 2:1, 0:2) | 30:48 (PP) F. Storm 48:38 (EQ) S. Frank 50:44 (EQ) D. VanBallegooie | Widzów: 500 |

| 27 listopada 2010 | HC Asiago | 6:1 | SC Miercurea-Ciuc | Stadio Odegar, Asiago |

| Godzina: 20:30 | D. Borrelli (PP) 04:48 M. Stevan (EQ) 05:41 A. Henrich (PP) 14:48 D. Borrelli (EQ) 21:22 M. Henrich (SH) 42:32 L. Ulmer (PP) 53:51 | (3:0, 1:0, 2:1) | 46:34 (EQ) Z. Molnar | Widzów: 1500 |

| 28 listopada 2010 | SC Miercurea-Ciuc | 4:7 | Sokił Kijów | Stadio Odegar, Asiago |

| Godzina: 17:00 | L. Hurtaj (PP) 03:04 E. Moldovan (EQ) 41:44 C. Virág (PP) 44:32 L. Sikorcin (PP) 58:17 | (1:2, 0:3, 3:2) | 05:01 (EQ) R. Salnikow 07:56 (EQ) W. Litwinenko 24:16 (PP) S. Cernenko 30:02 (EQ) O. Blagoj 36:54 (EQ) M. Butsenko 46:12 (PP) A. Sriubko 56:07 (EQ) A. Matwijczuk | Widzów: 300 |

| 28 listopada 2010 | SonderjyskE Vojens | 4:3 k. | HC Asiago | Stadio Odegar, Asiago |

| Godzina: 20:30 | M. MacDonald (PP) 33:50 M. Lund (EQ) 43:18 D. Villadsen (EQ) 47:39 D. VanBallegooie (PS) 65:00 | (0:1, 1:0, 2:2, 0:0, 1:0) | 03:45 (EQ) A.Henrich 47:20 (EQ) R. Intranuovo 58:26 (PP) D. Borrelli | Widzów: 1700 |

Tabela
Lp. = lokata, M = liczba rozegranych spotkań, W = Wygrane, WpD = Wygrane po dogrywce lub karnych, PpD = Porażki po dogrywce lub karnych, P = Porażki, G+ = Gole strzelone, G- = Gole stracone, Pkt = Liczba zdobytych punktów
| Lp. | Zespół             | M | Pkt | W | WpD | PpD | P | G + | G - | +/- |
| --- | ------------------ | - | --- | - | --- | --- | - | --- | --- | --- |
| 1   | SonderjyskE Vojens | 3 | 8   | 2 | 1   | 0   | 0 | 12  | 8   | +4  |
| 2   | HC Asiago          | 3 | 6   | 1 | 1   | 1   | 0 | 13  | 8   | +5  |
| 3   | Sokił Kijów        | 3 | 4   | 1 | 0   | 1   | 1 | 12  | 11  | +1  |
| 4   | SC Miercurea-Ciuc  | 3 | 0   | 0 | 0   | 0   | 3 | 8   | 18  | -10 |

W turnieju grupy E zwyciężyła drużyna SonderjyskE Vojens i uzyskała awans do IV rundy - Superfinału.

## Superfinał - grupa F
Superfinał został rozegrany w dniach 14-16 stycznia 2011 w Mińsku w hali Mińsk-Arena.
Drużyny biorące udział
- Junost Mińsk
- EC Red Bull Salzburg
- Dragons de Rouen
- SonderjyskE Vojens

Mecze
| 14 stycznia 2011 | EC Red Bull Salzburg | 6:1 | Dragons de Rouen | Mińsk-Arena, Mińsk |

| Godzina: 15:00 |  | (2:1, 1:0, 3:0) |  |  |

| 14 stycznia 2011 | Junost Mińsk | 2:1 | SonderjyskE Vojens | Mińsk-Arena, Mińsk |

| Godzina: 19:00 |  | (1:0, 1:1, 0:0) |  |  |

| 15 stycznia 2011 | Dragons de Rouen | 2:4 | Junost Mińsk | Mińsk-Arena, Mińsk |

| Godzina: 15:00 |  | (1:0, 1:2, 0:2) |  |  |

| 15 stycznia 2011 | EC Red Bull Salzburg | 3:2 | SonderjyskE Vojens | Mińsk-Arena, Mińsk |

| Godzina: 19:00 |  | (2:1, 1:1, 0:0) |  |  |

| 16 stycznia 2011 | SonderjyskE Vojens | 3:2 | Dragons de Rouen | Mińsk-Arena, Mińsk |

| Godzina: 15:00 |  | (0:0, 1:1, 2:1) |  |  |

| 16 stycznia 2011 | Junost Mińsk | 4:3 | EC Red Bull Salzburg | Mińsk-Arena, Mińsk |

| Godzina: 19:00 |  | (3:1, 1:0, 0:2) |  |  |

Tabela
Lp. = lokata, M = liczba rozegranych spotkań, W = Wygrane, WpD = Wygrane po dogrywce lub karnych, PpD = Porażki po dogrywce lub karnych, P = Porażki, G+ = Gole strzelone, G- = Gole stracone, Pkt = Liczba zdobytych punktów
| Lp. | Zespół               | M | Pkt | W | WpD | PpD | P | G + | G - | +/- |
| --- | -------------------- | - | --- | - | --- | --- | - | --- | --- | --- |
| 1   | Junost Mińsk         | 3 | 9   | 0 | 0   | 0   | 0 | 0   | 0   | 0   |
| 2   | EC Red Bull Salzburg | 3 | 6   | 0 | 0   | 0   | 0 | 0   | 0   | 0   |
| 3   | SonderjyskE Vojens   | 3 | 3   | 0 | 0   | 0   | 0 | 0   | 0   | 0   |
| 4   | Dragons de Rouen     | 3 | 0   | 0 | 0   | 0   | 0 | 0   | 0   | 0   |

Nagrody
W turnieju finałowym przyznano nagrody indywidualne:
- Najlepszy bramkarz turnieju:  Mika Oksa (Junost)
- Najlepszy obrońca turnieju:  Dustin Van Ballegooie (SønderjyskE)
- Najlepszy napastnik turnieju:  Ryan Duncan (Salzburg)
- Najskuteczniejszy zawodnik turnieju:  Ryan Duncan (Salzburg) - 6 punktów (3 gole i 3 asysty)

Skład gwiazd turnieju:
- Bramkarz:  Mika Oksa (Junost)
- Obrońcy:  Dustin Van Ballegooie (SønderjyskE),  Alaksiej Baranau (Junost)
- Napastnicy:  Ryan Duncan (Salzburg),  Ramzi Abid (Salzburg),  Carl Mallette (Rouen)